# Phanagoria Island
Phanagoria Island (englisch; bulgarisch остров Фанагория ostrow Fanagorija) ist eine 700 m lange und 500 m breite Insel vor der Nordküste der Livingston-Insel im Archipel der Südlichen Shetlandinseln. Sie ist die drittgrößte der Zed Islands und liegt 2,1 km nordwestlich des Williams Point. Von Esperanto Island trennt sie eine 70 m breite, von Lesidren Island eine 130 m breite Passage.
Bulgarische Wissenschaftler kartierten sie 2009. Die bulgarische Kommission für Antarktische Geographische Namen benannte sie im selben Jahr nach Phanagoria, Hauptstadt des Großbulgarischen Reichs im 7. Jahrhundert.